# Rwamagana (stad)
Rwamagana is een stad in Rwanda. Het is de hoofdplaats van het district Rwamagana en de provincie Est.
Rwamagana telde in 2012 bij de volkstelling 18.000 inwoners.